# Kino Ládví
Kino Ládví, dříve kino Moskva byla budova s kinosálem v Praze 8 na sídlišti Ďáblice. Postavena byla v roce 1977 a zanikla demolicí, která začala v květnu 2020.

## Výstavba
Kino Moskva bylo postaveno jako součást občanské vybavenosti sídliště Ďáblice. Nedaleko obchodního střediska a kulturního domu bylo otevřeno v roce 1977, u příležitosti výročí Říjnové revoluce.
Autorem budovy byl architekt Jiří Kulišťák, který pracoval i na dalších sídlištních budovách. Interiéry byly dekorované dřevem, mramorem a sklem, ve vstupní hale byla keramická stěna Vlastimila Květenského. V budově byly dva sály, malý pro 64 diváků a velký pro téměř 500 lidí.

## Kino Moskva
V hlavním sále kina Moskva se mohly promítat i 70mm filmy. V tomto směru bylo kino Moskva druhým takovým v Praze.
Prvním filmem promítaným při otevření kina v roce 1977 byl sovětský snímek Výstřel z Aurory. Následně se v kině hrálo až pětkrát denně. Návštěvnost byla nepravidelná, některé filmy byly vyprodané, ale zejména ve večerních hodinách byly návštěvy slabší. Unikátem je promítání filmu Věry Chytilové Panelstory, které bylo v roce 1981 povolené právě pouze v kině Moskva, a to s velkým diváckým ohlasem.
Kino zůstalo pod tímto názvem v provozu i po sametové revoluci, a to v majetku Filmového podniku hlavního města Prahy až do roku 1994. Návštěvnost ale tehdy rychle klesala, a to zejména díky stárnutí technologie a nástupu konkurence, zvláště v podobě televize Nova.

## Multikino
Znovu bylo kino otevřeno v roce 1998 pod hlavičkou Ládví-Broadway, následně se jmenovalo Multikino Ládví a nakonec zase kino Ládví. Jeho vlastníkem byly soukromé společnosti, nejprve Broadway Film (Broadway Cinemas) a poté Intersonic Entertainment. Vlastníci provedli instalaci digitálních projektorů a v roce 2000 otevřeli další menší sály, které ale byly v provozu jen do roku 2012.
Součástí přestavby byly i necitlivé zásahy do interiérové architektury, takže byla zničena keramická stěna a zanikla dvoupodlažní prosvětlená síň. Z technických důvodů (akustika) bylo odstraněno i původní dřevěné obložení hlavního sálu.
Návštěvnost se ale znovu propadala, obzvlášť po otevření velkého multikina Palace Cinemas Letňany, a v červnu 2016 bylo v provozu naposledy.

## Demolice

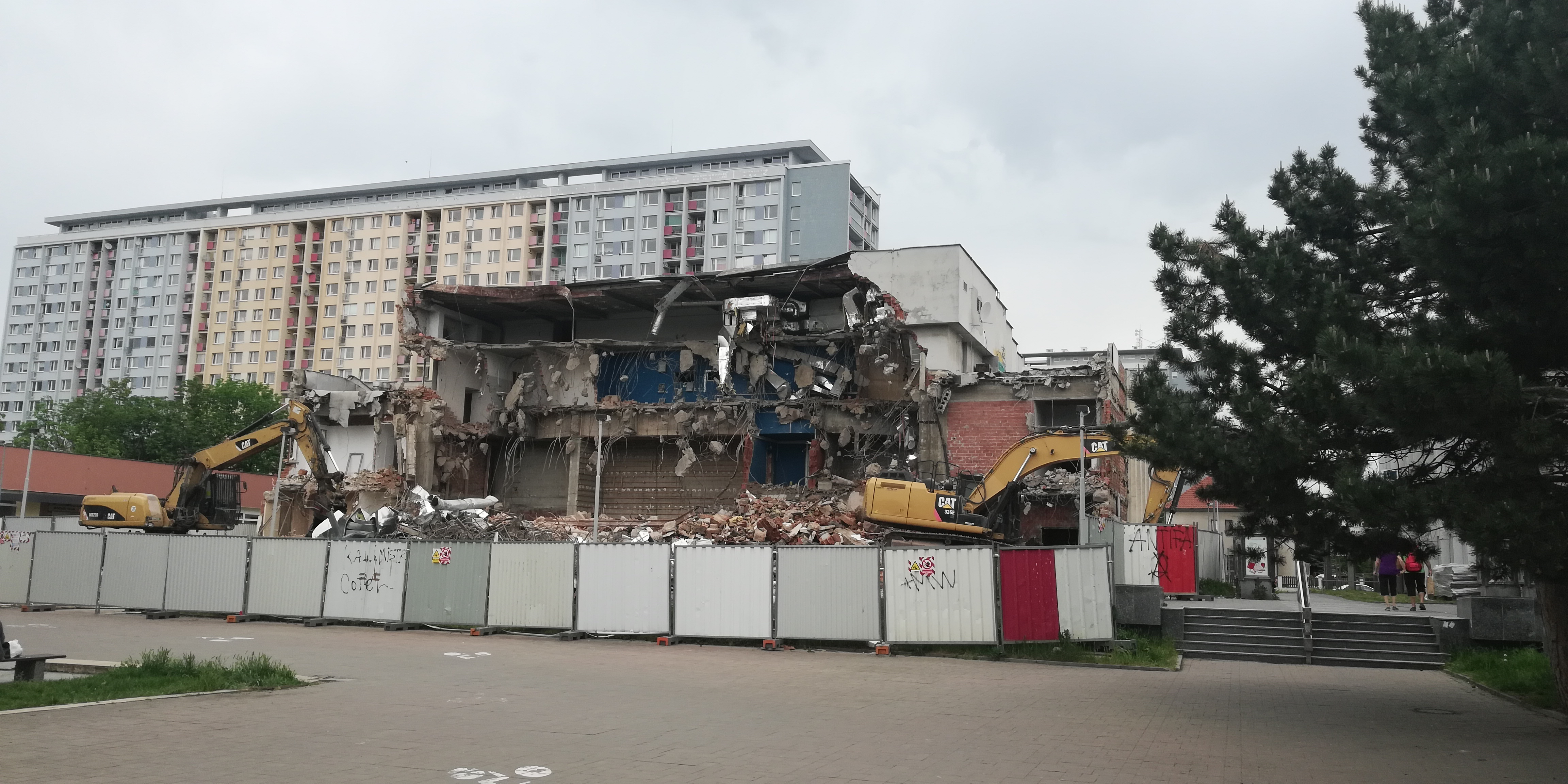
Kino během demolice

Po krachu kina se stav budovy nadále zhoršoval. Nemovitost zakoupila společnost REWE Group, která rozhodla, že na místě kina vznikne supermarket sítě Penny Market.
Proti demolici budovy protestovaly občanské iniciativy z Prahy 8, například spolek Krásné Kobylisy. Vedení městské části se omezilo na kritiku výstavby nového centra z důvodu úbytku parkovacích míst, jelikož pro jiné námitky podle starosty Romana Petruse nebyl zákonný důvod. Spolek přátel sídliště Ďáblice se ještě v dubnu 2020 pokoušel získat pro kino památkovou ochranu, ale neúspěšně, v té době již bylo vydáno povolení k demolici. Historická hodnota kina navíc byla narušena již přestavbou na multikino.
Vnitřek bývalého kina byl postupně rozebrán už v roce 2019, 20. května 2020 pak začala demolice obvodových zdí.